# 川口南海雄
川口 南海雄（かわぐち なみお、1882年（明治15年）5月 - 没年不詳）は、日本の内務官僚。弁護士。

## 経歴
高知県出身。1911年（明治44年）、東京帝国大学法科大学仏法科を卒業して専売局嘱託となり、東京府属、奈良県警視、同添上郡長、宮崎県理事官、事務官、佐賀県書記官を歴任し、1929年（昭和4年）に沖縄県書記官・内務部長に就任した。
退官後、弁護士を開業し、1934年（昭和9年）から姫路市助役を務めた。